# Gathalóczi Mátyás
Gathalóczi Mátyás (? – 1457) püspök.
Zágrábi prépost, Zsigmond király vicekancellárja. 1428-ban elnyerte a pécsi prépostságot, 1438-ban váci püspök. Két év múlva, 1440. május 9-én helyezték át a veszprémi egyházmegye élére. 1431-ben békekötés miatt Velencébe ment, 1433-ban pedig Zsigmond királyt császárrá koronázásra Rómába kísérte. Erzsébet királyné pártján állt, egyike volt azoknak, akik a tizenkét hetes Lászlót 1440. május 15-én a fehérvári bazilikában megkoronázták. Belátva a csecsemő-király uralmának célszerűtlenségét és a török fenyegetés nagyságát a június 29-ei országgyűlésen már Ulászló pártjához csatlakozott. A várnai csata után egyik kezdeményezője, hogy a gyermek V. László mellett Hunyadi János legyen az ország kormányzója. Idős kora és betegeskedése miatt Bodó Miklós fehérvári prépostot 1452. január 5-én segédpüspökké neveztette ki.